# Station Vlotho
Station Vlotho (Bahnhof Vlotho) is een spoorwegstation in de Duitse plaats Vlotho, in de deelstaat Noordrijn-Westfalen. Het station ligt aan de spoorlijn Elze - Löhne. De spoorlijn verbindt de steden Löhne, Hamelen en via Elze Hildesheim en wordt door de "Weser-Bahn" gebruikt. Alle gebouwen inclusief het stationsgebouw worden sinds 1992 niet meer voor hun oorspronkelijk doel gebruikt en zijn ook niet meer in bezit van de Deutsche Bahn.

## Indeling en betekenis

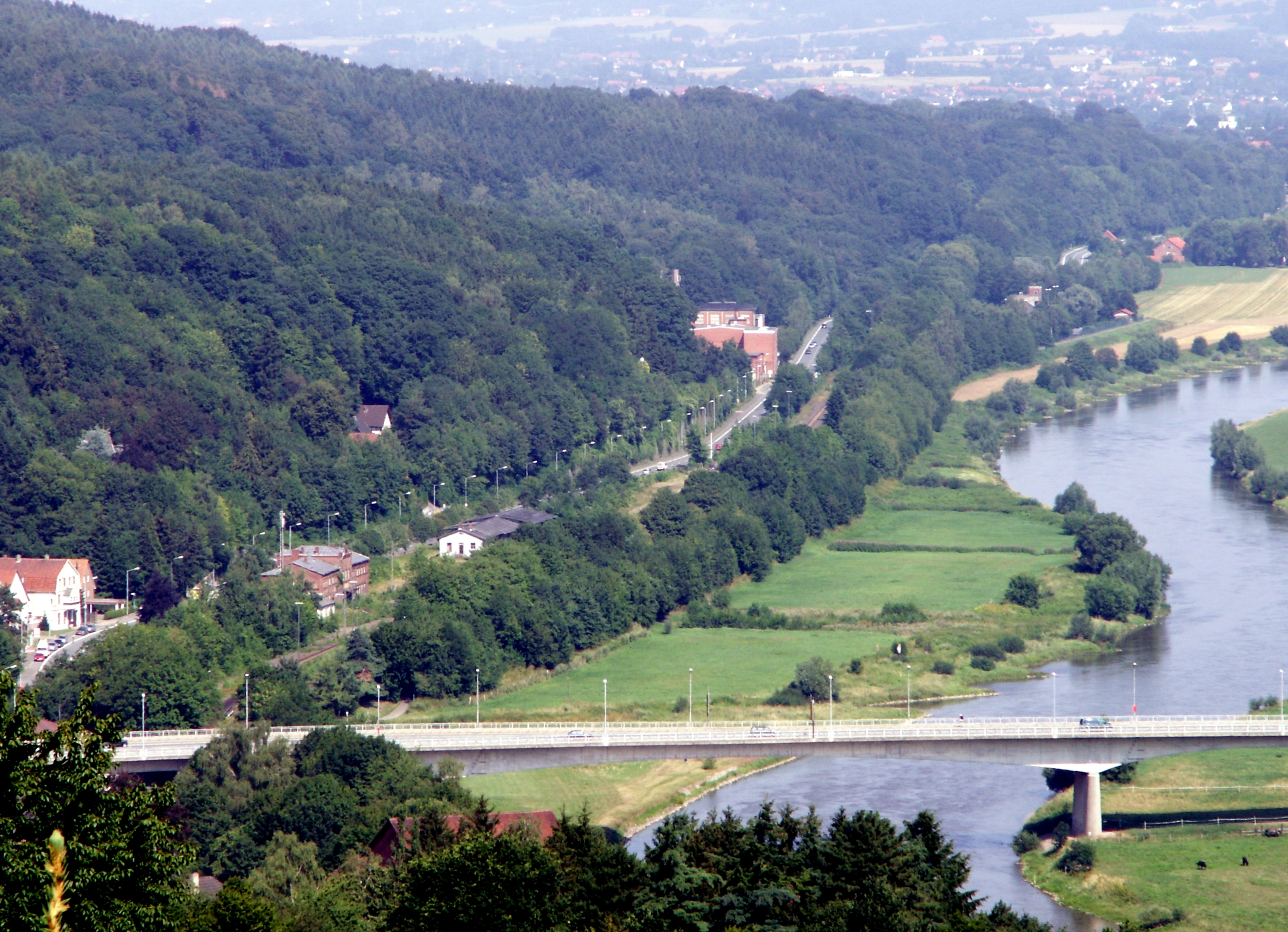
2006: station Vlotho aan de voet van de Amtshausberg. De bomenrij rechts van de B514 tekent het spoorverloop, ongeveer rechts van het midden stond de voormalige suikerfabriek.

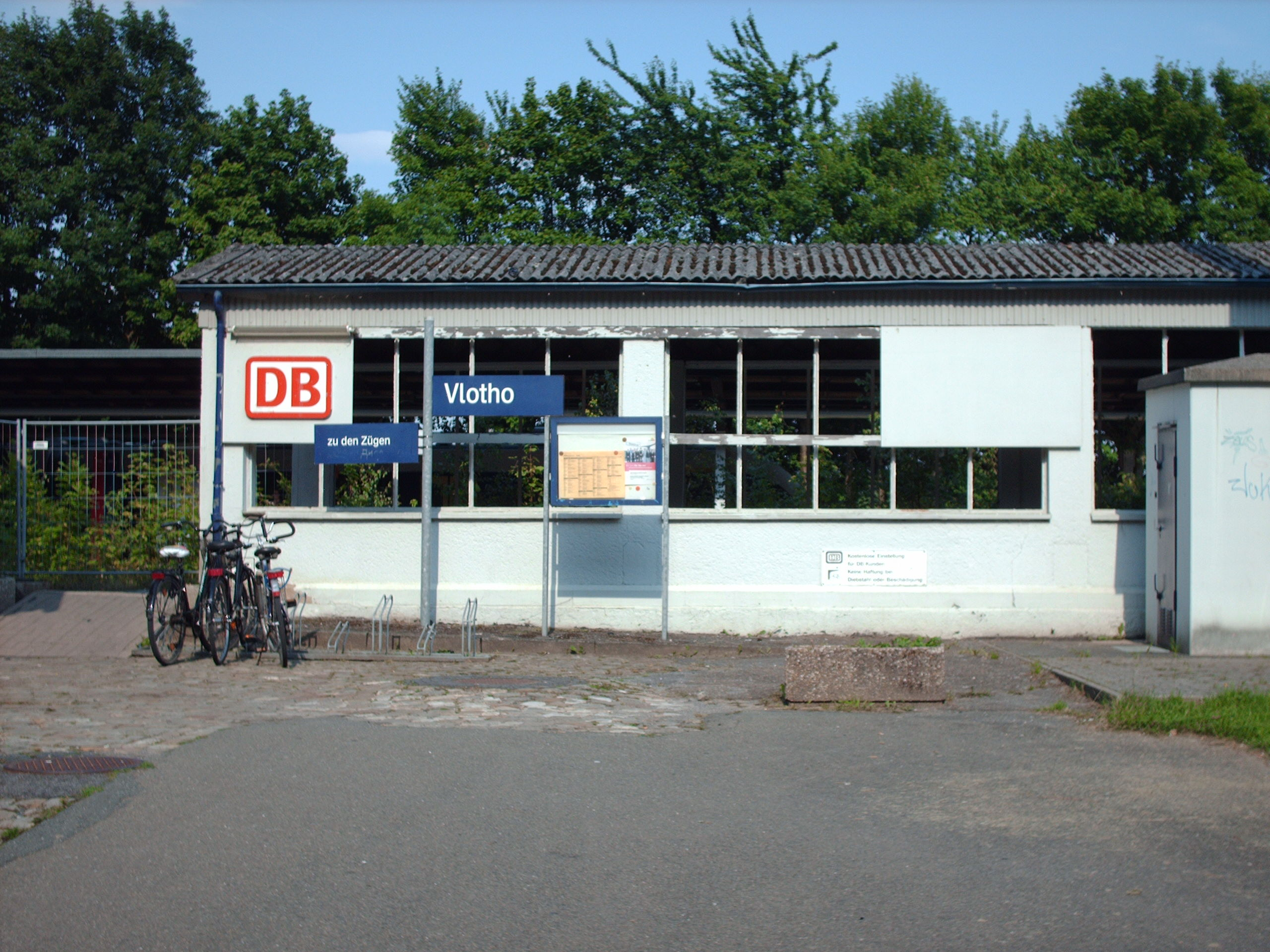
Voormalige bouwvallige entree tot de voetgangerstunnel (2008)

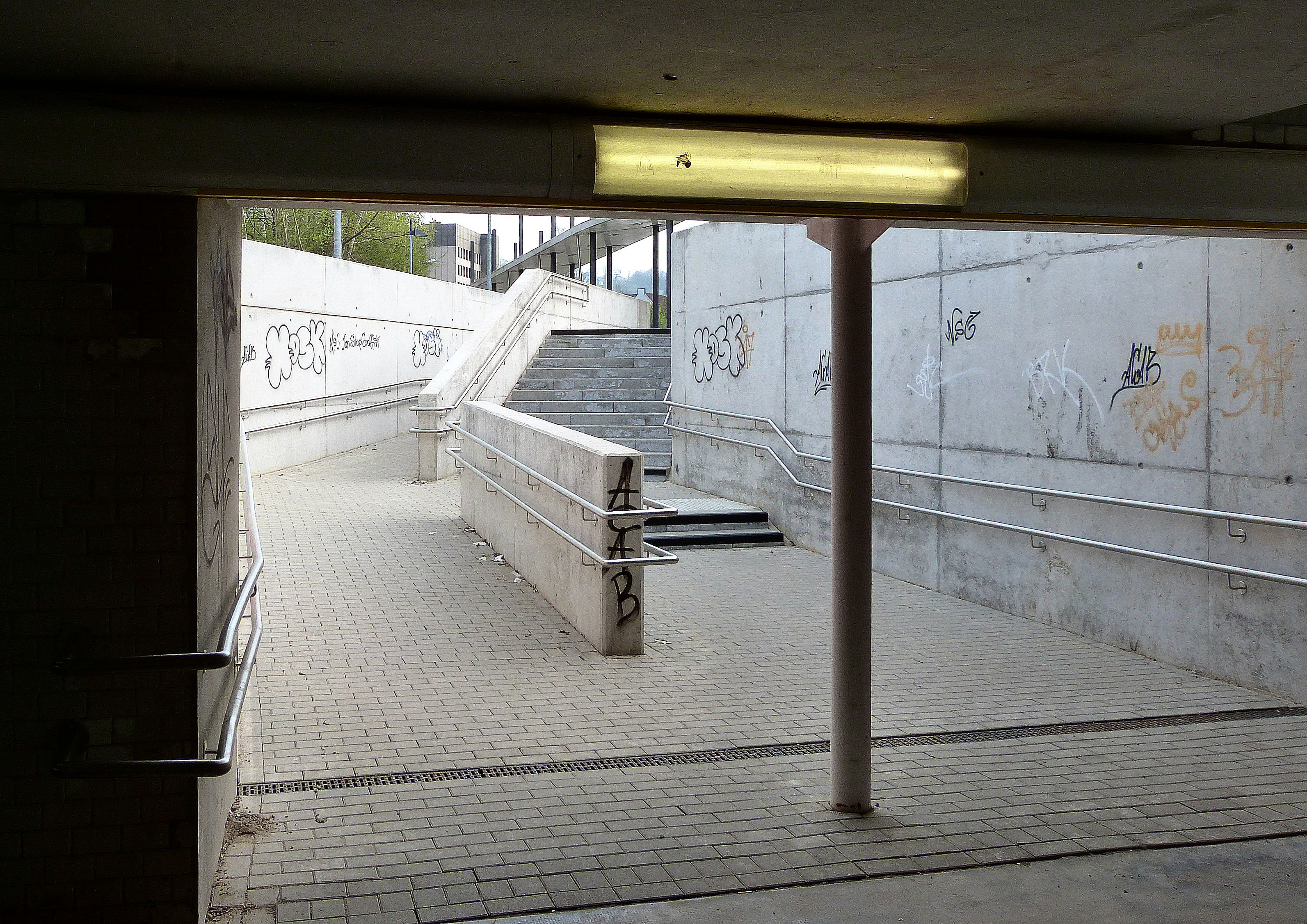
Entree tot de voetgangerstunnel, die direct aansluit op het busstation. Op de achtergrond is nog net het raadhuis van Vlotho te zien (2013).

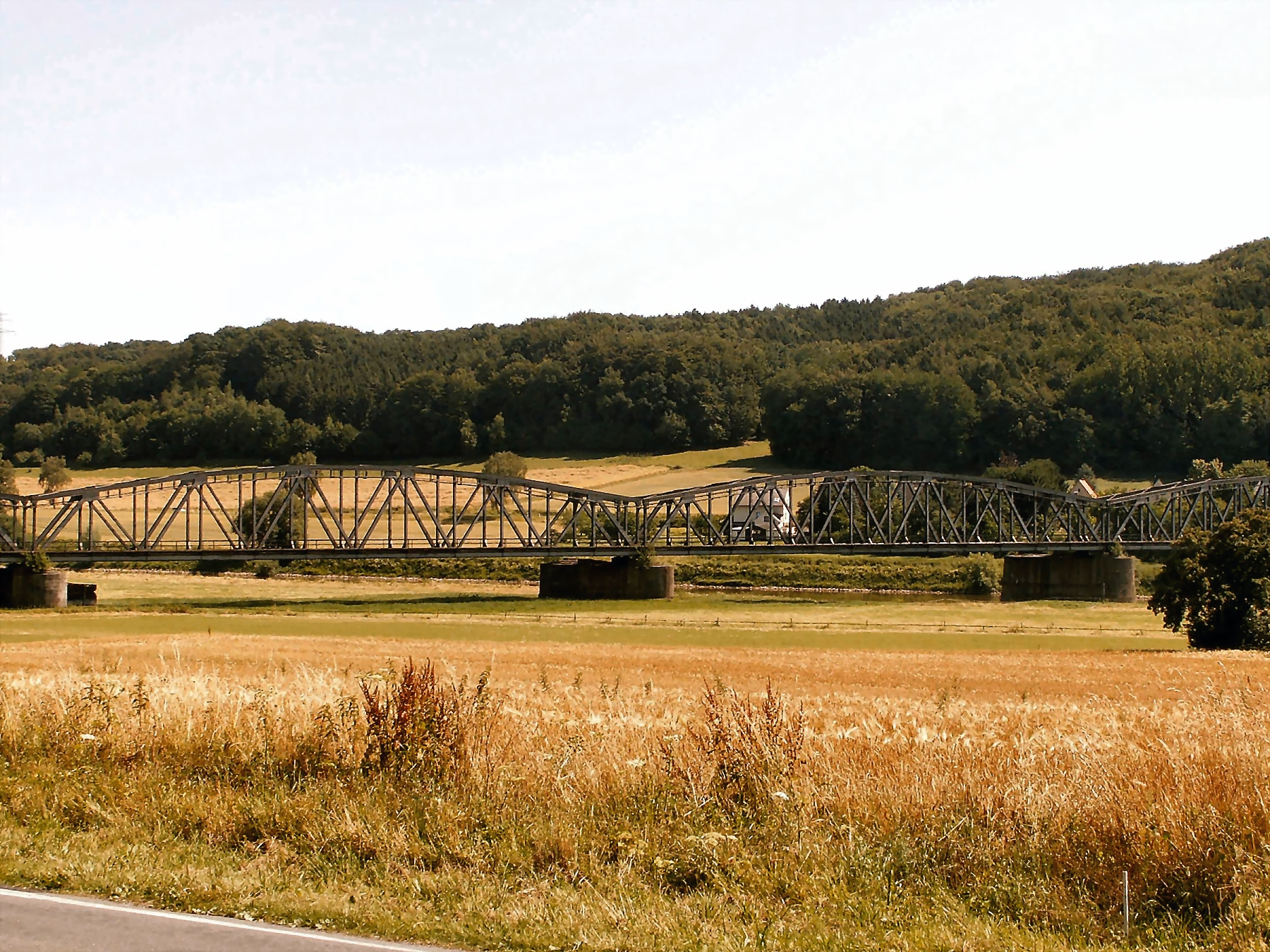
Spoorbrug over de Wezer ten oosten van het station (2013)

Het station Vlotho wordt door de Deutsche Bahn ingedeeld in de stationscategorie 6. Het staat langs de Bundesstraße 514 noordoostelijk van de binnenstad aan de westelijke Wezeroever. In de nabijheid staat het raadhuis van de stad Vlotho en het culturele centrum Kulturfabrik met het plaatselijke museum. Vanaf het aangrenzende busstation is vanaf 2012 een toegankelijke overstap mogelijk naar het station.

## Bediening
De spoorlijn wordt elk uur (in het weekeinde elke twee uur) door de RB 77 "Weser-Bahn" bediend. De lijn wordt geëxploiteerd door NordWestBahn. Voor de exploitatie wordt gebruikgemaakt van Alstom Coradia LINT-dieseltreinstellen.
| Serie | Treinsoort                  | Route                                                                           | Bijzonderheden                                          |
| ----- | --------------------------- | ------------------------------------------------------------------------------- | ------------------------------------------------------- |
| RB 77 | Regionalbahn (NordWestBahn) | Bünde (Westf) – Löhne (Westf) – Vlotho – Hamelen – Nordstemmen – Hildesheim Hbf | Weser-Bahn 1x per twee uur in het weekend Bünde - Löhne |

## Monumentale status en bouwgeschiedenis
Het voormalige stationsgebouw is opgetrokken uit bakstenen, van een zadeldak respectievelijk een schilddak voorzien en met bitumen dakbedekking. De gevel is door decoratief metselwerk evenals omringende kroonlijsten en met lisenen versierd. In het bovenste deel van het middelste gedeelte bevinden zich stucwerkversieringen om een cirkelvormig raam. Links en rechts van het gebouw bevinden zich erkervormige uitbouwen, die eveneens van decoratief metselwerk zijn voorzien. De originele boogramen zijn vervangen door nieuwere ramen.
De oorspronkelijke ontwerpen van het gebouw lagen in handen van een ingenieur van de Hannover-Altenbekener Eisenbahn-Gesellschaft, die de concessie had gewonnen voor de bouw van een spoorlijn tussen Elze en Löhne. Het onderkelderde, twee verdieping hoge hoofdgebouw is 22,60 meter lang en 11 meter breed en heeft een risaliet van 12,30 meter breed. De uitbreidingen van het originele gebouw werden gebouwd in 1908-1909 naar het ontwerp van architect Wilhelm Köster, die vanaf in 1892 in Herford woonde. Hij was onder andere specialist in de bouw van diverse tabaksfabrieken, zowel in als buiten Duitsland. Tevens ontwierp en bouwde hij vele prestigieuze villa's in de late Gründerzeit.

## Geschiedenis

### Tot 1945
Op een enkeling na, waren in 1845 de meeste ondernemers in Vlotho voorstanders van een eigen treinstation aan de Köln-Mindener Eisenbahn-Gesellschaft. Al eeuwenlang was de haven van Vlotho aan de Wezer een belangrijk handelscentrum voor het Ravensberger Land en het vorstendom Lippe, ook voor goederenverkeer van en naar Bremen en Thüringen. De angst voor economische schade nam af door de veranderingen die al plaatsvonden en de opkomende veranderingen van de infrastructuur (naar wegen en paden, tevens de ontwikkelingen van het spoor). Niet lang daarna ondersteunde Vlotho het idee voor een directe verbinding van Minden via Vlotho naar Paderborn. Hierdoor zou Vlotho een belangrijk overslagpunt blijven voor het noorden van Lippe, een gebied dat tot die tijd werd bediend door paard en wagen. De lijn die uiteindelijk gebouwd werd kreeg de naam lijn Löhne - Vienenburg. Voor de bouw van de lijn tussen Löhne en Hameln werden migranten ingezet, in Vlotho waren dat voornamelijk Polen.
De werkzaamheden in Vlotho begonnen in 1872 met de sloop van twaalf huizen langs de straat Lange Straße. Veel inwoners waren bang dat ze daglicht en lucht zouden verliezen door de hoge spoordijk. Tijdens de bouw van het vrachtdepot werd een woning verwoest door een aardverschuiving in 1874. Op 30 juni 1875 werd de lijn Löhne - Hameln officieel geopend met de eerste reizigerstrein. Onder de eregasten waren geen notabelen uit Vlotho, omdat men deze vergeten was uit te nodigen.
De nieuwe spoorlijn sloot het gat tussen de spoorlijn Elze - Goslar (geopend in 1853) en de spoorlijn Löhne - Osnabrück (geopend in 1855) en hierdoor was de lijn al een belangrijke verbinding voor het oost-westverkeer. Station Vlotho had in die tijd een entreegebouw en een kleine goederenloods. Bewaakte overwegen werden geïnstalleerd op de lijn in 1907. De spoorlijn werd verdubbeld tussen 1908 en 1911. Het stationsgebouw werd met een oppervlakte van 800 m² in 1909 uitgebreid. In 1934 waren er aanpassingen aan gebouwen op het terrein, die werden verbouwd tot appartementen voor spoorwegmedewerkers. In hetzelfde jaar werden er sanitaire voorzieningen geplaatst in het gebouw, deze werden bereikbaar gemaakt vanaf het stationsplein met een buitentrap in 1968.
De goederenloods werd in 1923 uitgebreid. In de laatste dagen van de Tweede Wereldoorlog werd de spoorbrug over de Wezer aangevallen door geallieerde bommenwerpers, maar de brug was nog steeds berijdbaar. Op 3 april 1945, toen een pantserdivisie tegen de Amerikaanse troepen aan het vechten was in het gebied dan nu Exter heet, probeerden Duitse soldaten de spoorbrug op te blazen. Dit lukte deels, in tegenstelling tot een andere spoorbrug verderop. Tijdens de wederopbouwperiode na de oorlog werd de spoorlijn tussen de stations Vlotho en Veltheim in 1946 heropend als een enkelsporige lijn.
Hoewel het station dicht bij de haven ligt, had het daarmee geen directe verbinding. Kort na de Eerste Wereldoorlog werd een aparte spoorlijn gebouwd langs het terrein van de voormalige suikerfabriek Tintelnot. Het eindpunt van de Herforder Kleinbahn, die Vlotho en Wallenbrück via Bad Salzuflen en Herford verbond, was gelokaliseerd naast het station van de Deutsche Reichsbahn en de Deutsche Bahn en bestond van 1903 tot 1962.

### 1945 en daarna

Sporenplan van het station in de jaren 80

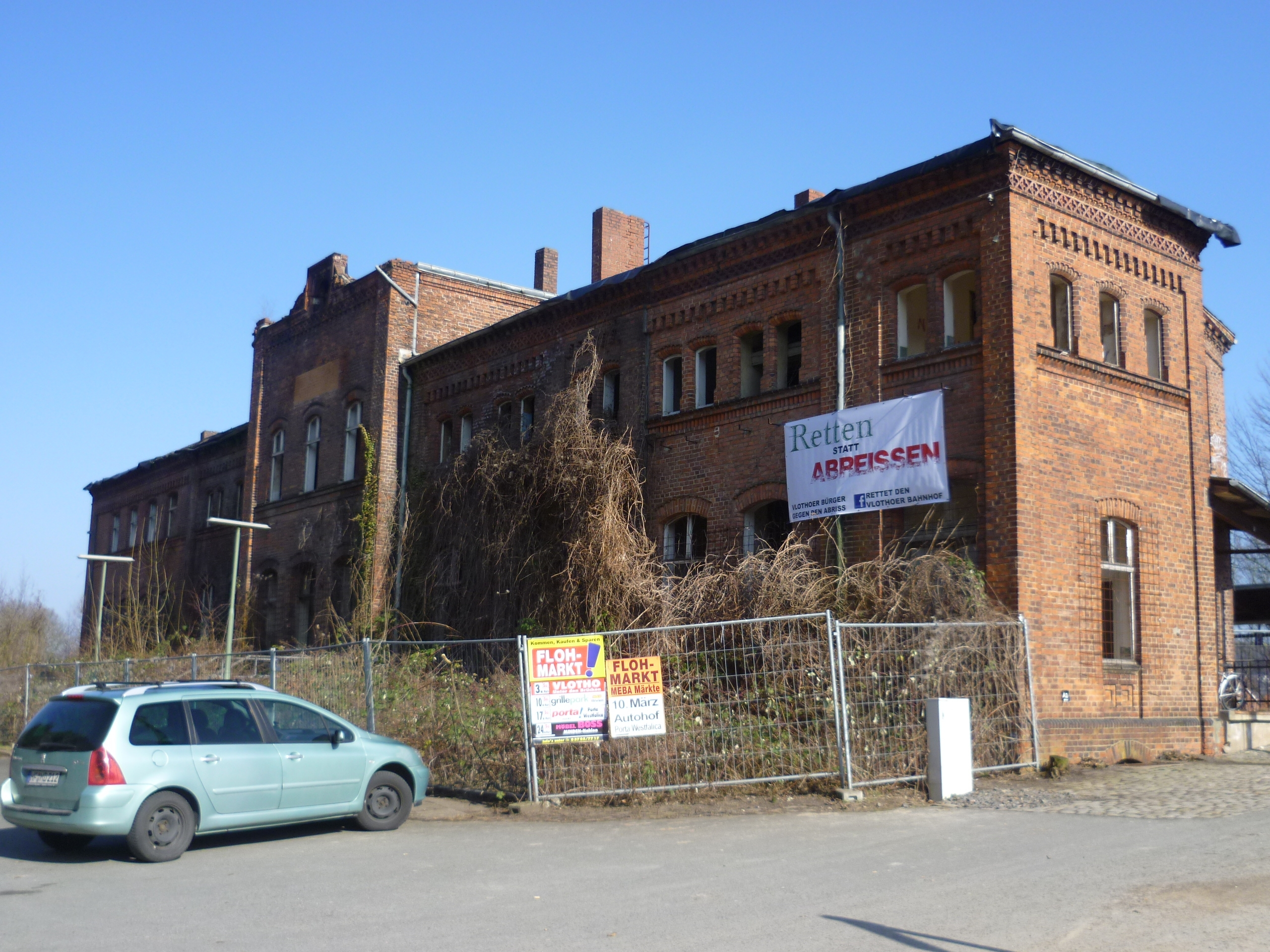
Westaanzicht van het voormalige stationsgebouw met een spandoek van een burgergroep (2013)

Na de oorlog nam het treinverkeer op de lijn Elze - Löhne sterk toe door de sterke economische groei. De nabijgelegen elektriciteitscentrale in Veltheim, die werd geopend in 1959, kreeg zijn brandstof grotendeels via het spoor aangeleverd. Er waren directe reizigerstreinen naar Braunschweig, Aken en Mönchengladbach.
De latere groei van het verkeer over de weg was van grote invloed op het treinverkeer. Van een gemiddelde van 55 goederen- en 65 reizigerstreinen die elke dag door Vlotho reden in 1961, daalde dit naar een gemiddelde van 3 goederen- en 22 reizigerstreinen in 1992. De drie goederentreinen vervoerden steenkool voor de elektriciteitscentrale in Veltheim. Evenzo nam de dagelijkse kaartverkoop van 600 naar 30 af en de bagageafhandeling van 50 naar 5 stuks per dag. Het station werd niet meer winstgevend. Door reorganisatie werd de goederenafhandeling in juni 1975 gestaakt. De goederenloods werd verkocht aan een particulier. Het seinhuis, dat het gebied rond het station bediende, brandde in oktober 2011 af en werd gesloopt.
Het voormalige stationsgebouw, dat een monumentale status kreeg in 1988, werd door de Deutsche Bundesbahn in 1992 verkocht aan een particulier. Hij liet het gebouw leeg staan, omdat volgens zijn mening, een plan voor heringebruikname niet kon worden toegepast. In 2007 kocht de stad het zwaar vervallen gebouw van de erfgenamen van de oorspronkelijke eigenaar. Het stationsgebouw bleef nog steeds leeg, er werden alleen noodzakelijke reparaties uitgevoerd om verder verval te voorkomen. In de gemeenteraad werd er overwogen om het gebouw van de monumentenlijst te schrappen en daarna te slopen. Een groep van bewoners protesteerde in februari 2013 tegen de sloop en ondersteunde het gebruik van het gebouw voor de gemeenschap.
De meest recente berichten (2020) over het oude stationsgebouw reppen van plannen van een ondernemer, om er eind 2021 een brood- en banketbakkerij in te beginnen, alsmede een horecagelegenheid, waar men o.a. dit brood en banket kan nuttigen.